# Trinoline
Trinoline (トリノライン TRINOLINE) là visual novel có chứa nội dung người lớn của Nhật Bản, được phát triển và phát hành bản chính thức bởi Minori. Phiên bản ban đầu của trò chơi được phát hành vào ngày 31 tháng 3 năm 2017 tại Nhật Bản trên hệ điều hành Microsoft Windows. Bản tiếng Anh được phát hành hai bản khác nhau, một bản chứa nội dung người lớn và một bản chứa nội dung dành cho mọi lứa tuổi. Một bản fandisc với tựa đề Trinoline: Genesis sẽ được phát hành ở Nhật Bản vào ngày 26 tháng 1 năm 2018. Trinoline được chuyển thể sang tiếng Anh và phát hành bởi MangaGamer trên phần mềm phát hành trò chơi Steam. Các sản phẩm khác đáng chú ý của Minori bao gồm Wind: A Breath of Heart, Ef: A Fairy Tale of the Two., Eden*. Lối chơi của Trinoline thuộc loại visual novel truyền thống.

## Tổng quan

### Lối chơi
Hầu hết lối chơi trong Trinoline yêu cầu ít sự tương tác của người chơi, phần lớn thời gian dành cho việc đọc lời thoại xuất hiện trên màn hình trò chơi. Trò chơi có nhiều mạch truyện và kết thúc khác nhau; cách chơi để dẫn đến các trường hợp đó bao gồm các "điểm quyết định" với nhiều lựa chọn, đó là lúc mà người chơi có thể chọn hướng đi của cốt truyện theo ý muốn, và kết thúc cũng tùy vào sự lựa chọn đó. Người chơi có thể mở ra nội dung người lớn trong trò chơi ở phiên bản dành cho người lớn. Điểm đặc biệt của Trinoline là có công nghệ nhép môi cho các nhân vật trong trò chơi. Công nghệ này giúp người chơi cảm giác nhân vật trở nên gần gũi và thực tế hơn.

### Nhân vật

#### Nhân vật chính
Nanami Shun (七波 舜)
Nhân vật nam chính mà người chơi hoá thân vào. Shun đang là học sinh năm 2 cao trung. Cậu mất người em gái nhỏ hơn một tuổi trong một vụ tai nạn khi còn nhỏ.
Miyakaze Yuuri (宮風 夕梨)
Lồng tiếng bởi: Yatsuhashi Shinamon
Bạn thơ ấu của Shun. Yuuri mắc một căn bệnh không có thể chữa trị. Nhưng điều đó không ngăn cản Yuuri sống cuộc sống thường nhật. Yuuri là thành viên của hội đồng kỷ luật.
Nanami Shirone (七波 シロネ)
Lồng tiếng bởi: Kaname Shiori
Một người máy được tạo bởi Sara mang ngoại hình giống người em đã mất của Shun. Tuy giống ngoại hình, nhưng tính cách lại không giống.
Tsumugi Sara (紬木 沙羅)
Lồng tiếng bởi: Kusuhara Yui
Bạn thơ ấu của Shun, một người rất tài năng và thân thiện. Sara là nhà khoa học, tham gia vào dự án phát triển người máy.

### Cốt truyện
Vào một ngày giữa hè nóng bức, em gái của Nanami Shun không còn trên cõi đời. Đó là kí ức của Shun không thể nào quên và vẫn mãi khắc sâu trong tim cậu. Cậu quyết định từ nay cậu sẽ sống thay phần của em gái mình.
Thời gian trôi đi, tuổi thơ nằm lại phía sau, hiện giờ cậu vẫn hàng ngày tới trường học. Và rồi mùa hè lại tới, gợi nhớ cậu về người em gái đã ra đi. Chợt cậu nghe có tiếng đàn piano từ phía xa, cậu đi theo nơi phát ra âm thanh đó, và tìm thấy em gái mình đang đứng đợi ở đó.
"Từ nay hãy chăm sóc em nhé, anh hai."
Tuy nhiên, đó không phải là em gái của cậu, mà là một người máy có ngoại hình giống y chang, với tên gọi là "TRINO."